# 三角矩阵
在线性代数中，三角矩阵（英語：triangular matrix）是方形矩阵的一种，因其非零系数的排列呈三角形状而得名。三角矩阵分上三角矩阵和下三角矩阵两种。上三角矩阵的对角线左下方的系数全部为零，下三角矩阵的对角线右上方的系数全部为零。
三角矩阵可以看做是一般方阵的一种简化情形。比如，由于带三角矩阵的矩阵方程容易求解，在解多元线性方程组时，总是将其系数矩阵通过初等变换化为三角矩阵来求解；又如三角矩阵的行列式就是其对角线上元素的乘积，很容易计算。有鉴于此，在数值分析等分支中三角矩阵十分重要。一个可逆矩阵A可以通过LU分解变成一个下三角矩阵L与一个上三角矩阵U的乘积。

## 描述
一个如下形状的矩阵：
{\displaystyle \mathbf {L} ={\begin{bmatrix}l_{1,1}&&\cdots &&0\\l_{2,1}&l_{2,2}&&(0)&\\l_{3,1}&l_{3,2}&\ddots &&\vdots \\\vdots &\vdots &\ddots &\ddots &\\l_{n,1}&l_{n,2}&\ldots &l_{n,n-1}&l_{n,n}\end{bmatrix}}}
被称为下三角矩阵；同样的，一个如下形状的矩阵：
{\displaystyle \mathbf {U} ={\begin{bmatrix}u_{1,1}&u_{1,2}&u_{1,3}&\ldots &u_{1,n}\\&u_{2,2}&u_{2,3}&\ldots &u_{2,n}\\\vdots &&\ddots &\ddots &\vdots \\&(0)&&\ddots &u_{n-1,n}\\0&&\cdots &&u_{n,n}\end{bmatrix}}}
被称为上三角矩阵。
上（下）三角矩阵乘以系数后也是上（下）三角矩阵；上（下）三角矩阵间的加减法和乘法运算的结果仍是上（下）三角矩阵；上（下）三角矩阵的逆也仍然是上（下）三角矩阵。这些事实说明：所有上（下）三角矩阵的集合以及相应的运算构成一个方形矩阵集合的一个子代数。然而要注意的是上三角矩阵与下三角矩阵的乘积一般并不是三角矩阵。

## 特殊的三角矩阵

### 严格三角矩阵
一个上（下）三角矩阵是严格上（下）三角矩阵当且仅当其主对角线上的系数都为零。所有的是严格上（下）三角矩阵也形成一个子代数。所有的严格三角矩阵都是幂零矩阵。

### 单位三角矩阵
一个上（下）三角矩阵是单位上（下）三角矩阵当且仅当其主对角线上的系数都为1。单位三角矩阵都是幺幂矩阵。

### 高斯矩阵
高斯矩阵是是单位三角矩阵中的一种，除了一列的系数以外，其他系数都是零。这类矩阵是高斯消去法中基本操作的矩阵体现，因此也叫做基元矩阵或高斯变换矩阵。一个下三角的高斯矩阵为：
{\displaystyle \mathbf {L} _{i}={\begin{bmatrix}1&&&\dots &&&&0\\0&\ddots &&&&&&\\0&\ddots &1&&&&&\\0&\ddots &0&1&&&&\vdots \\&&0&l_{i+1,i}&1&&&\vdots \\\vdots &&0&l_{i+2,i}&0&\ddots &&\\&&\vdots &\vdots &\vdots &\ddots &1&\\0&\dots &0&l_{n,i}&0&\dots &0&1\\\end{bmatrix}}}
高斯矩阵的逆仍然是高斯矩阵。实际上，
{\displaystyle \mathbf {L} _{i}^{-1}={\begin{bmatrix}1&&&\dots &&&&0\\0&\ddots &&&&&&\\0&\ddots &1&&&&&\\0&\ddots &0&1&&&&\vdots \\&&0&-l_{i+1,i}&1&&&\vdots \\\vdots &&0&-l_{i+2,i}&0&\ddots &&\\&&\vdots &\vdots &\vdots &\ddots &1&\\0&\dots &0&-l_{n,i}&0&\dots &0&1\\\end{bmatrix}}} ，
即是说一个高斯矩阵的逆是将其非对角线上元素加上负号后得到的矩阵。

## 性质
一个同时是上三角矩阵和下三角矩阵的矩阵必然是对角矩阵。单位矩阵是唯一同时为单位上三角矩阵和单位下三角矩阵的矩阵。
分别计算乘积A*A 与 AA*的系数并进行比较后就可以发现：一个同时为三角矩阵和正规矩阵的矩阵也必然是对角矩阵（因为正规矩阵满足A*A=AA*，其中 A*为A的共轭转置）。
上三角矩阵的转置矩阵是下三角矩阵，反之亦然。
三角矩阵的行列式等于其对角线上所有元素之乘积。对于三角矩阵A，其特征多项式{\displaystyle xI-A}也是三角矩阵。三角矩阵的对角线元素的集合实际上是它的特征值的集合（其重数为在特征多项式中的重数）。

### 矩阵的三角化
每个复系数矩阵都与一个三角矩阵相似。实际上，如果矩阵A的特征值都包含于其系数域中（比如一个代数闭域），那么A相似于一个三角矩阵。这个性质可以用归纳法证明。一个更进一步的结论是由若尔当标准形定理得出，说明了A实际上相似于一个十分特别的上三角矩阵（若尔当形）。
在复系数的情况下，每个方阵A都有一个舒尔分解，即A酉相似（即在酉矩阵的基变换下）于一个上三角矩阵。
求三角矩阵的逆比求一般矩阵的逆要简单很多，可以直接逐个元素算出，而不必用高斯消去法。
一般用L来做下三角矩阵的记号，因为英文中的“下”为“Lower”，首字母为L。同样的，上三角矩阵的记号通常是U(Upper)。

## 三角矩阵代数
上三角性质在许多操作下保持不变：
- 两个上三角阵之和仍为上三角阵；
- 两个上三角阵之积仍为上三角阵；
- 上三角阵的逆矩阵仍为上三角阵，如果它存在的话；
- 上三角阵与常量之积仍为上三角阵。

这些性质意味着上三角矩阵构成了关于给定大小的方阵的结合代数的一个子代数。
可逆上（下）三角矩阵的集合构成了一个群。它是一般线性群的一个子群。2×2的上（下）三角矩阵构成的群同构与系数域的加法群。当系数域是复数时，就成为了抛物线型莫比乌斯变换。3×3的上三角矩阵构成了海森堡群。
上三角阵代数在泛函分析中有一个自然的推广，即无穷维希尔伯特空间上的套代数。

## 向前与向后替换
矩阵方程{\displaystyle \mathbf {L} \mathbf {x} =\mathbf {b} }和{\displaystyle \mathbf {U} \mathbf {x} =\mathbf {b} }有着非常简洁的解法。对于包含下三角矩阵的方程{\displaystyle \mathbf {L} \mathbf {x} =\mathbf {b} }，可以使用所谓的“向后替换法”，即是在解出了第一个未知数{\displaystyle x_{1}}后，将它代入下一个方程（向后），解出下一个未知数{\displaystyle x_{2}}，依此类推，直到解出{\displaystyle x_{n}}。对于方程{\displaystyle \mathbf {U} \mathbf {x} =\mathbf {b} }，则使用“向前替换法”，即将上面的方法倒过来，从后向前解出未知数。
注意这里不需要求矩阵的逆，因此复杂度大大下降。

### 向后替换
矩阵方程Lx = b可以清楚地写成：
{\displaystyle {\begin{matrix}l_{1,1}x_{1}&&&&&=&b_{1}\\l_{2,1}x_{1}&+&l_{2,2}x_{2}&&&=&b_{2}\\\vdots &&\vdots &\ddots &&&\vdots \\l_{m,1}x_{1}&+&l_{m,2}x_{2}&+\dotsb +&l_{m,m}x_{m}&=&b_{m}\\\end{matrix}}}
首先解第一行：{\displaystyle l_{1,1}x_{1}=b_{1}}，得到{\displaystyle x_{1}}的值。将其带入第二行的方程，就可解出{\displaystyle x_{2}}。已知{\displaystyle x_{1}}、{\displaystyle x_{2}}后代入第三行就可求出{\displaystyle x_{3}}......依此便可解出全部未知数。
将表达式写出就是
{\displaystyle x_{1}={\frac {b_{1}}{l_{1,1}}},}
{\displaystyle x_{2}={\frac {b_{2}-l_{2,1}x_{1}}{l_{2,2}}},}
{\displaystyle \vdots }
{\displaystyle x_{m}={\frac {b_{m}-\sum _{i=1}^{m-1}l_{m,i}x_{i}}{l_{m,m}}}}。
用向前替换法解方程Lx = b道理相同，只不过要从后解起。

### 应用
在金融方面，向后替换法被运用在步步为营法中，用来构造收益曲线。